# Wood Group
Wood Group (officiellement John Wood Group plc) est une entreprise multinationale dans les services du pétrole et du gaz naturel dont le siège se situe à Aberdeen en Écosse. Présente à la Bourse de Londres, elle fait partie de l'indice FTSE 100.

## Histoire
En octobre 2013, Wood Group forme une coentreprise avec Siemens, en possédant 51 % de cette structure spécialisée dans les turbines à gaz.
En octobre 2017, Wood Group acquiert Amec Foster Wheeler, pour 2,2 milliards de livres.
En juin 2022, Wood Group annonce la vente de sa division environnement à WSP Global pour 1,9 milliard de dollars.

## Principaux actionnaires
Au 16 janvier 2020:
| Standard Life Investments        | 5,11% |
| Mondrian Investment Partners     | 5,02% |
| Franklin Templeton Institutional | 4,96% |
| Artisan Partners                 | 4,91% |
| Threadneedle Asset Management    | 4,90% |
| FIL Investment Advisors (UK)     | 4,29% |
| Pzena Investment Management      | 3,38% |
| Kiltearn Partners                | 3,36% |
| Baillie Gifford & Co.            | 3,16% |
| APG Asset Management             | 3,07% |